# Pachyneuron syrphicola
Pachyneuron syrphicola är en stekelart som beskrevs av William Harris Ashmead 1887. Pachyneuron syrphicola ingår i släktet Pachyneuron och familjen puppglanssteklar. Inga underarter finns listade i Catalogue of Life.